# Juan Gris
Juan Gris (Madrid, 1887. március 23. – Boulogne-sur-Seine, 1927. május 11.) Franciaországban élt spanyol festő, a kubizmus képviselője. A párizsi iskola tagja.

## Élete, munkássága
Juan Gris igazi neve José Victoriano González-Pérez, művésznevét tizenkilenc éves korában vette fel. Madridban 1902 és 1904 között műszaki rajzot tanult az Escuela de Artes y Manufacturasban, közben pedig – megélhetése miatt – vicclapoknak készített rajzokat, karikatúrákat. Az iskola után egy öreg akadémista festőnél, José Maria Carbonerónál tanult festést. Közben művésztársaságban forgott, festőkkel, szobrászokkal volt kapcsolatban.
1909-ben Párizsba utazott, amivel olyan helyzetbe hozta magát, ami egész életére kihatott: még nem töltötte le katonaidejét, így gyakorlatilag katonaszökevénynek számított. Juan Gris – Párizsban már ezt a nevet viselte – csodálta honfitársát, Picassót, ezért a Bateau-Lavoir-ba költözött, ahol lassan megismerkedett az ott és a környéken élő művészekkel, Matisse-szal, Braque-kal, Léger-vel, Modiglianival, majd Picassóval (Modigliani le is festette). Sanyarú körülmények között élt, ezért itt is az otthon már jól bevált újságrajzolásból tartotta el magát, humoros rajzokat készített a Le Rire, a L’assiette au beurre, a Le Témoin, a Le Charivari és a Le Cri de Paris számára. 1912-ben lefestette Picassót, és ezt a képét küldte be a Salon des Indepentants-ra. Első támogatója Clovis Sagot volt, aki több képét vásárolta meg. Még ebben az évben Barcelonában és Rouenben is bemutatták alkotásait, majd a Section d’Or kiállításán is. Felfigyelt rá az avantgárd művészek támogatója és kiállítója, Daniel Henry Kahnweiler, aki hivatalos képkereskedője lett. Jó barátság alakult ki közöttük, a festő halála után könyvet is írt róla. Gris képei az analitikus kubizmus stílusát viselték magukon, és ebben az időben már a kubizmus elismert egyéniségének számított. Alkotásait számos neves gyűjtő (Gertrude Stein, Léonce Rosenberg, Alfred Fletchtheim) vásárolta. Gris így felhagyhatott az újságrajzolással, és csak a festésnek élt.

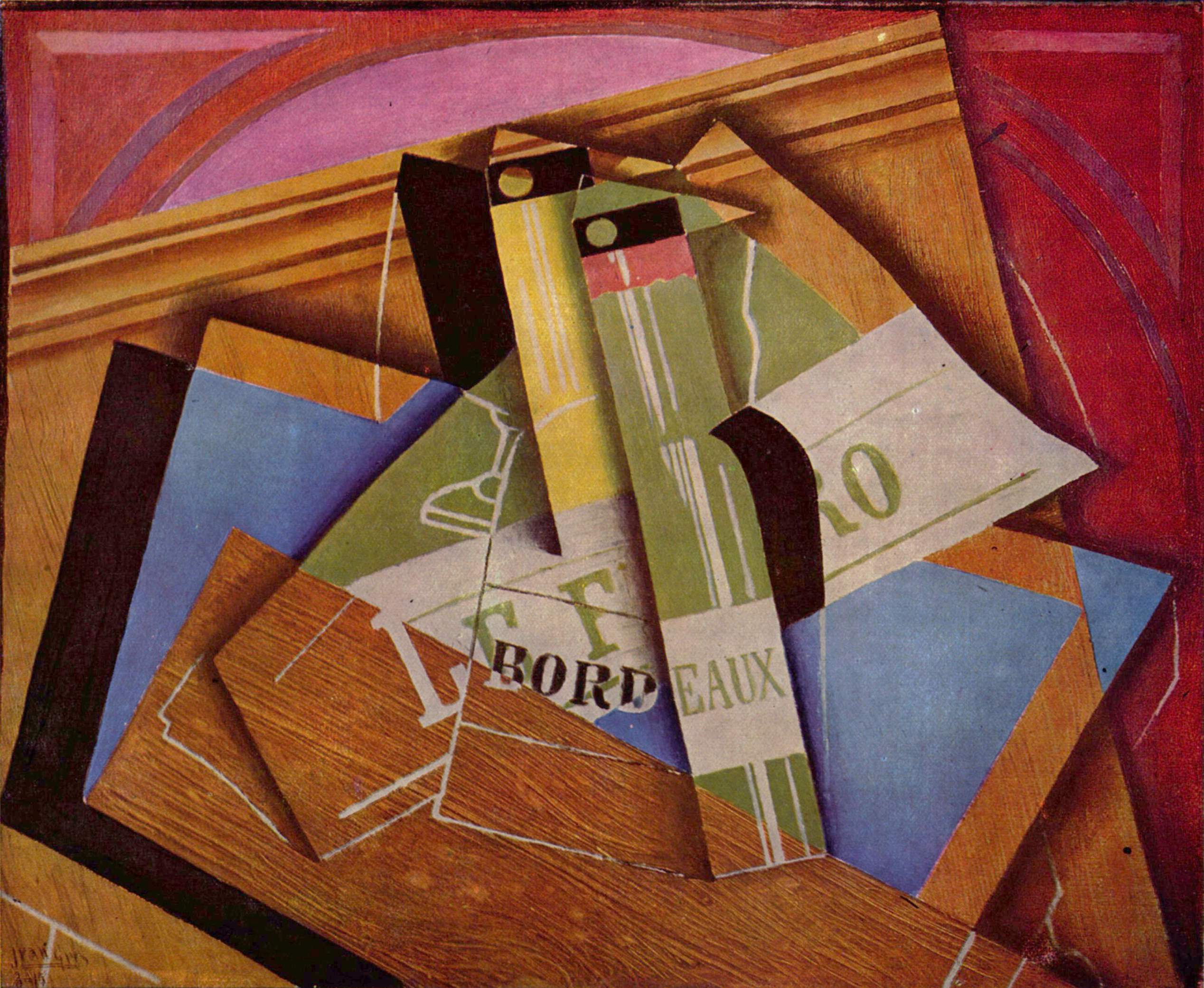
Gris: Csendélet Bordeuaux-i palackkal, 1919

Az első világháború kitörésekor, 1914-ben Céret-be utazott, itt tartózkodott Matisse és Marquet, néha Picasso is. 1919-ben Léonce Rosenberg rendezett kiállítást képeiből, majd 1920-ban részt vett a Salon des Indepentants kiállításán. Rossz hangulata volt ebben az időszakban, nem volt sikere, sőt úgy érezte, hogy még a barátai sem ismerik el. Kubizmusa lassacskán változni kezdett, a szintetikus kubizmus lett a stílusa. A kubistákra az erősen visszafogott színkezelés volt a jellemző, Gris viszont a szilárdan felépített képszerkezetet „megszínesítette”, valószínűleg barátja, Matisse hatására is. Ugyanakkor – ahogy többször leírta és nyilatkozta – fordítva építkezett: az általánosból haladt a konkrétum felé. „Cézanne a palackból csinált hengert, én a hengerből csinálok palackot, egy bizonyos palackot” – mondta. Élete vége felé érdeklődni kezdett a régi festők, sőt a pompeji művészet iránt. Ezek hatására „művészete tele vannak alakokkal, jelképekkel, metaforákkal. Logikus, bonyolult és összefüggő rendszert alkot.”
Gris 1920-ban Touraine-ben és Beaulieu-lès-Loches-ban tartózkodott. Itt, ezekben a hónapokban készítette el Max Jacob könyvéhez (Ne coupez pas Mademoiselle) az illusztrációit, nagyon közel érezte a költészetét magához. 1923-ban nagy kiállítása volt a Simon-galériában, majd Gyagilev kérésére készített több darabhoz díszlet- és jelmezterveket. Ettől azonban hamar elment a kedve, látván a társulatban a széthúzást, az intrikákat és a zűrzavart. 1924-ben felolvasta a Sorbonne-on A festészet lehetőségeiről (Des possibilités de la peinture) című előadását, a filozófiai és tudományos tanulmányok csoportjában. Sikere és elismertsége folyamatosan nőtt, pedig ebben az időben már megrendült az egészségi állapota. Ezért a teleket délen töltötte, de 1927-ben meghalt, miután visszavitték Párizsba. Mindössze 40 éves volt.

## Alkotásaiból

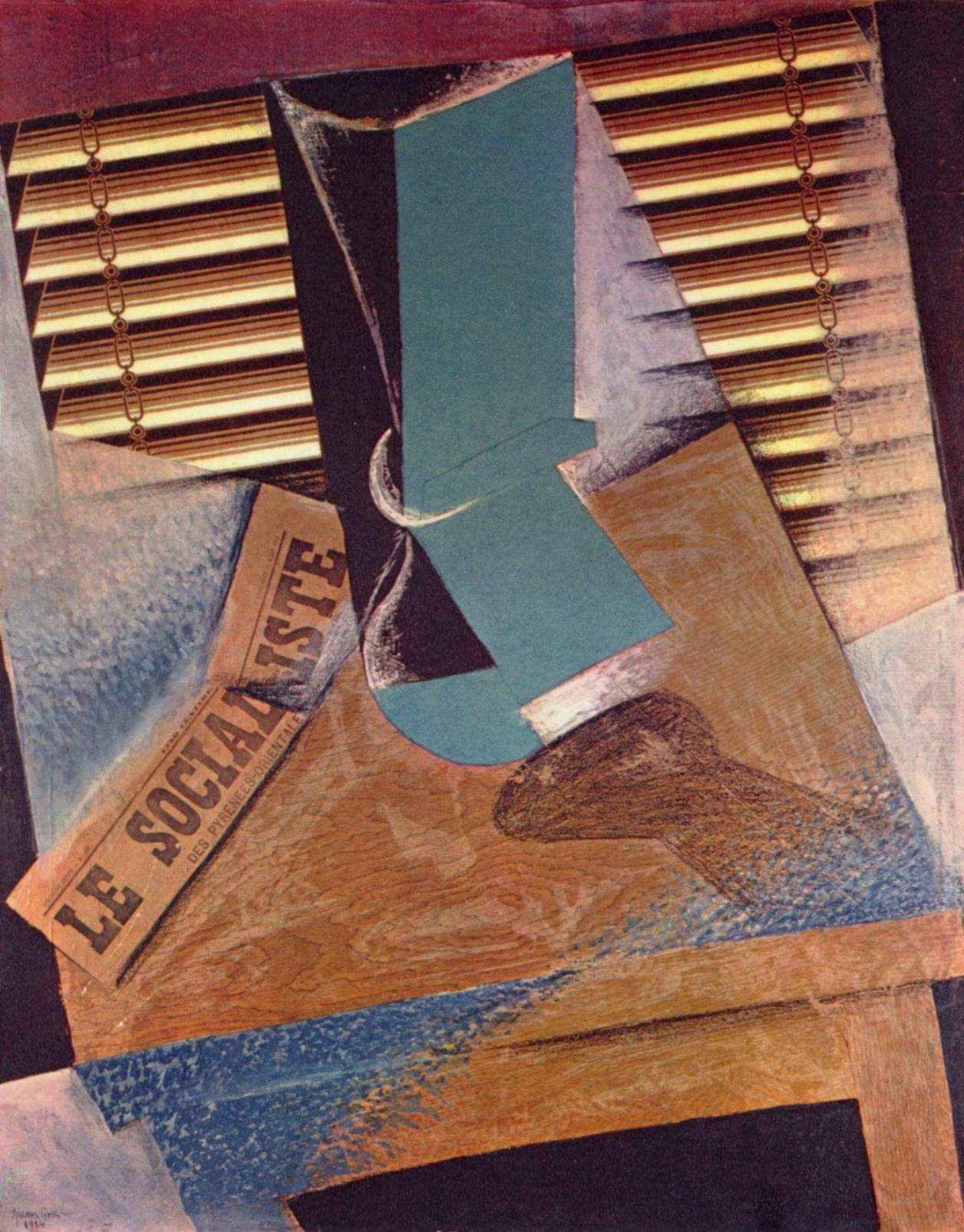
Ablakredőny, 1914
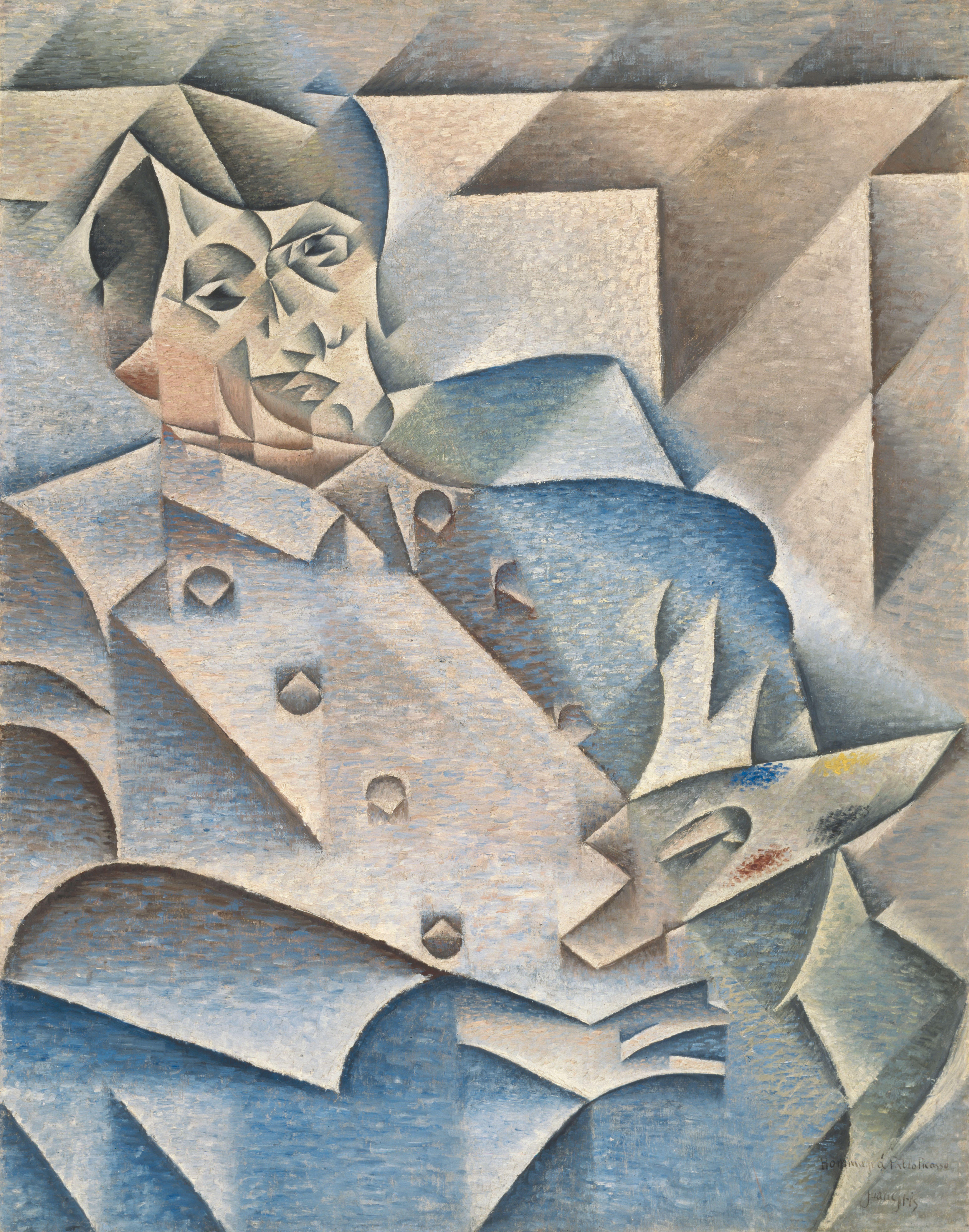
Picasso portréja, 1912
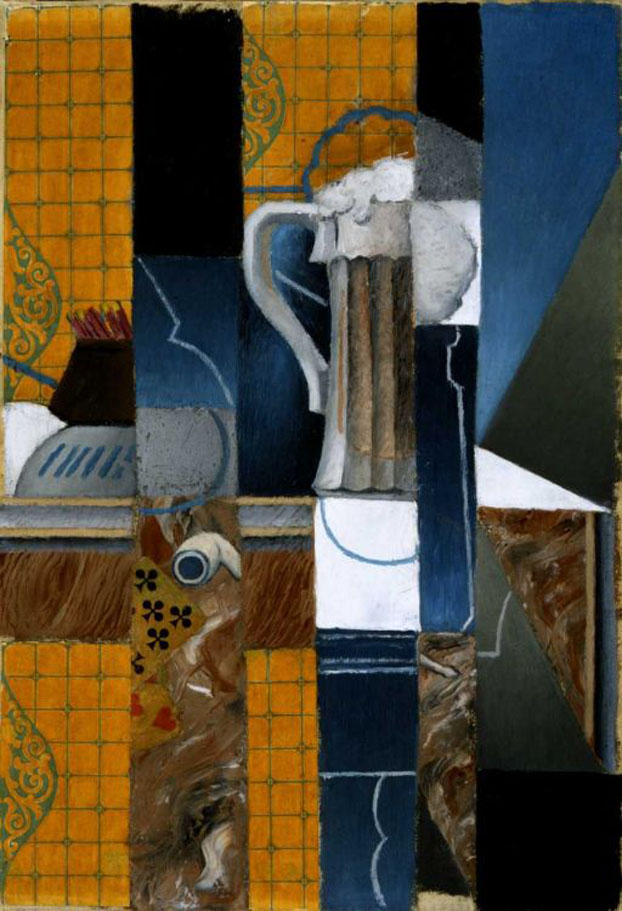
Egy pohár sör és kártyajáték, 1913.
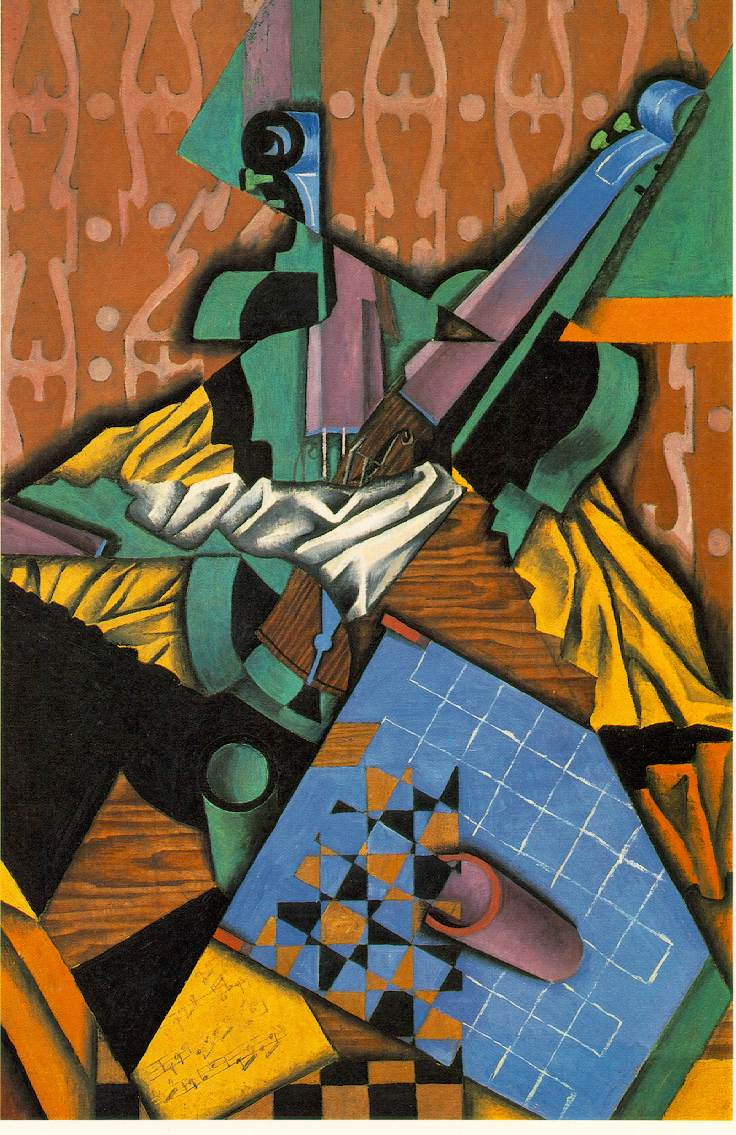
Hegedű és kockás tábla, 1913
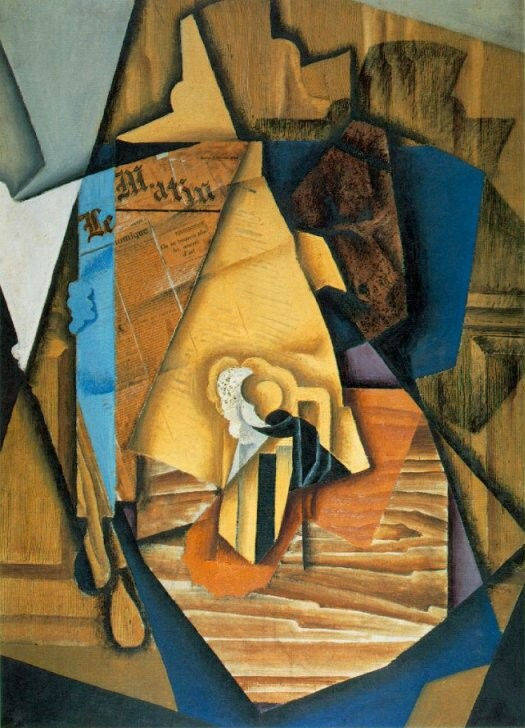
Kávéházban, 1914
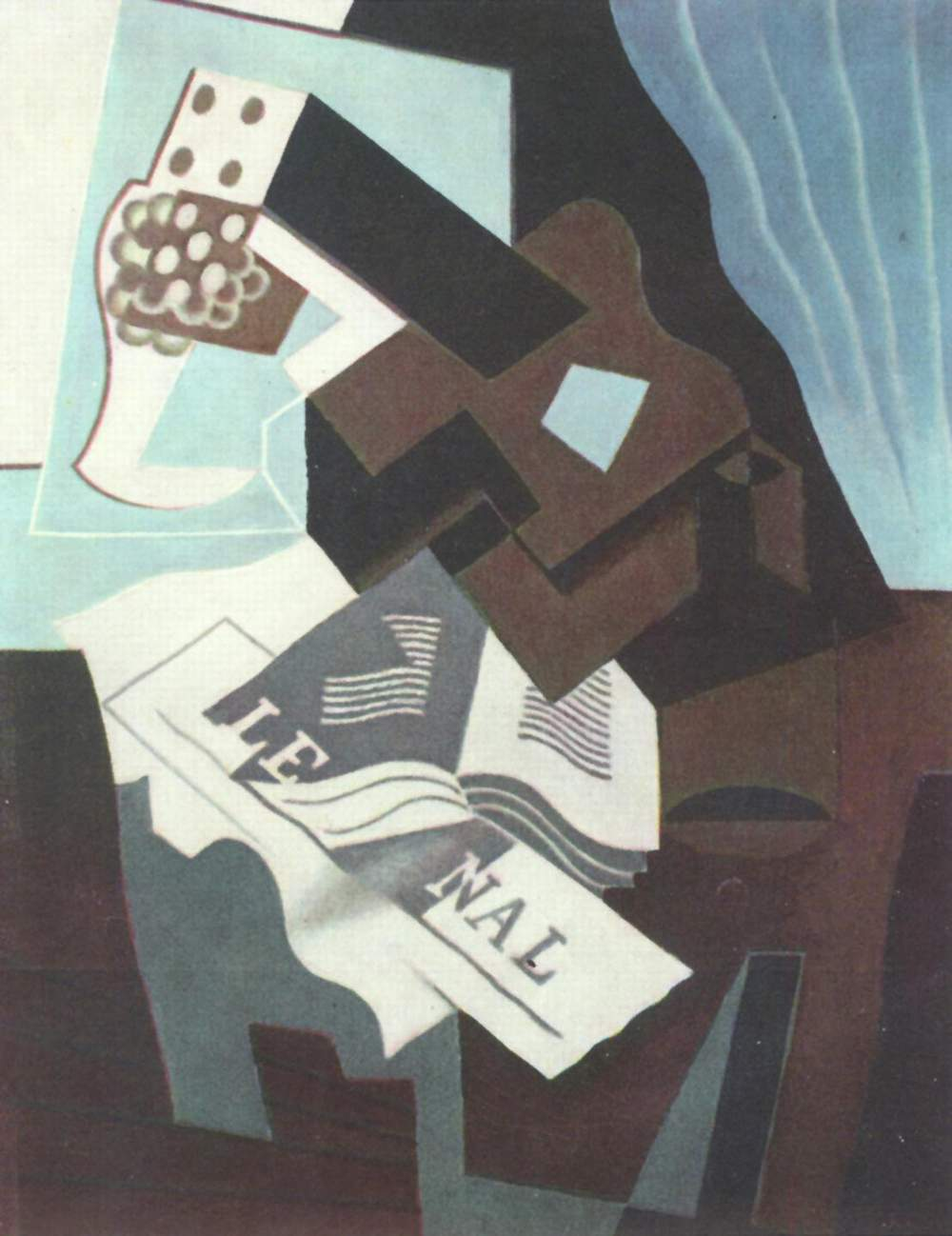
Csendélet gitárral, könyvvel és újsággal, 1919
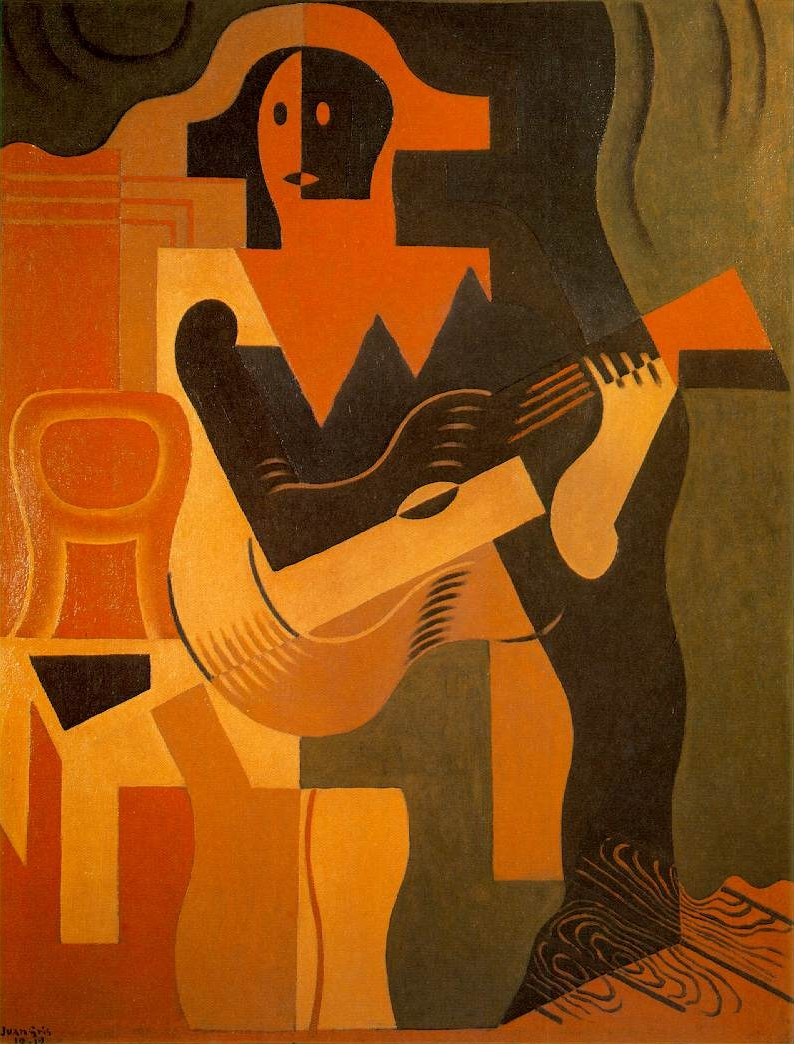
Harlequin gitárral, 1919
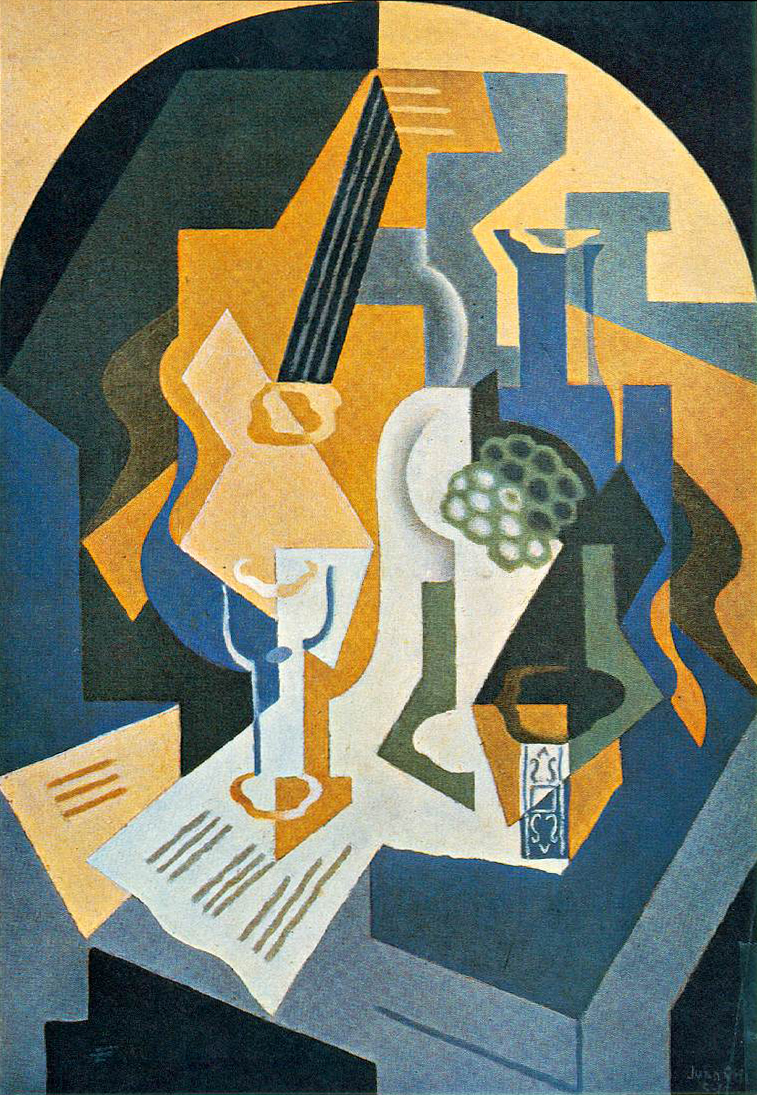
Csendélet gyümölcstállal és mandolinnal, 1919